# 183 metry strachu
183 metry strachu (ang. The Shallows) – amerykański thriller z 2016 roku w reżyserii Jaumego Colleta-Serry. Zdjęcia kręcono w australijskich prowincjach Queensland i Nowa Południowa Walia.

## Fabuła
Młoda dziewczyna, dryfując na morzu, samotnie staje w szranki z groźnym rekinem.

## Obsada
- Blake Lively – Nancy Adams
- Óscar Jaenada – Carlos
- Brett Cullen – Ojciec

## Odbiór

### Box office
Budżet filmu jest szacowany na 17 milionów dolarów. W Stanach Zjednoczonych i w Kanadzie film zarobił 55,1 mln USD. W innych krajach przychody wyniosły 64 mln, a łączny przychód 119,1 mln dolarów.

### Krytyka w mediach
Film spotkał się z pozytywną reakcją krytyków. W serwisie Rotten Tomatoes 78% ze 220 recenzji jest pozytywne, a średnia ocen wyniosła 6,5/10. Na portalu Metacritic średnia ocen z 35 recenzji wyniosła 59 punktów na 100.